# كيث فيتزهاغ
كيث فيتزهاغ (بالإنجليزية: Keith Fitzhugh)‏ هو لاعب كرة قدم أمريكية أمريكي، ولد في 11 نوفمبر 1986 في جاكسونفيل في الولايات المتحدة.

## وصلات خارجية
- كيث فيتزهاغ على موقع مرجع كرة القدم المحترفة.كوم (الإنجليزية)